# Elena Ceaușescu
Elena Ceaușescu, née Lenuța Petrescu le 7 janvier 1916 à Petrești (Dâmbovița, Roumanie) et exécutée le 25 décembre 1989, à Târgoviște (Roumanie), est une femme politique roumaine.
Épouse du dirigeant communiste Nicolae Ceaușescu, à la tête du pays à partir de 1967, elle acquiert au fil des années une forte influence sur la vie politique de la République socialiste de Roumanie. Première dame, elle devient également vice-Première ministre et obtient de nombreuses récompenses scientifiques dans le domaine de la chimie, largement usurpées. Le 25 décembre 1989, après un procès sommaire d'une durée de moins d'une heure qui fait l'objet d'une retransmission en direct à la télévision roumaine et trois jours après la chute du régime communiste de Roumanie, à la suite du coup d'État organisé par la nomenklatura roumaine, elle est tuée avec son mari, mitraillée par trois soldats de l'armée roumaine.

## Biographie

### Enfance et études
Elena Petrescu naît dans le județ de Dâmbovița dans une famille d'origine rurale qui s'installe dans le département d'Ilfov, en Valachie, et finit par travailler dans un bar de Bucarest où elle termine une scolarité médiocre en quatrième (son carnet scolaire ayant été publié à la chute du régime confirma l'écart entre ses compétences réelles et celles qui lui étaient officiellement reconnues). Avec son frère, elle travaille comme assistante de laboratoire d'analyses avant de devenir ouvrière dans une usine textile.

### Mariage et engagement politique

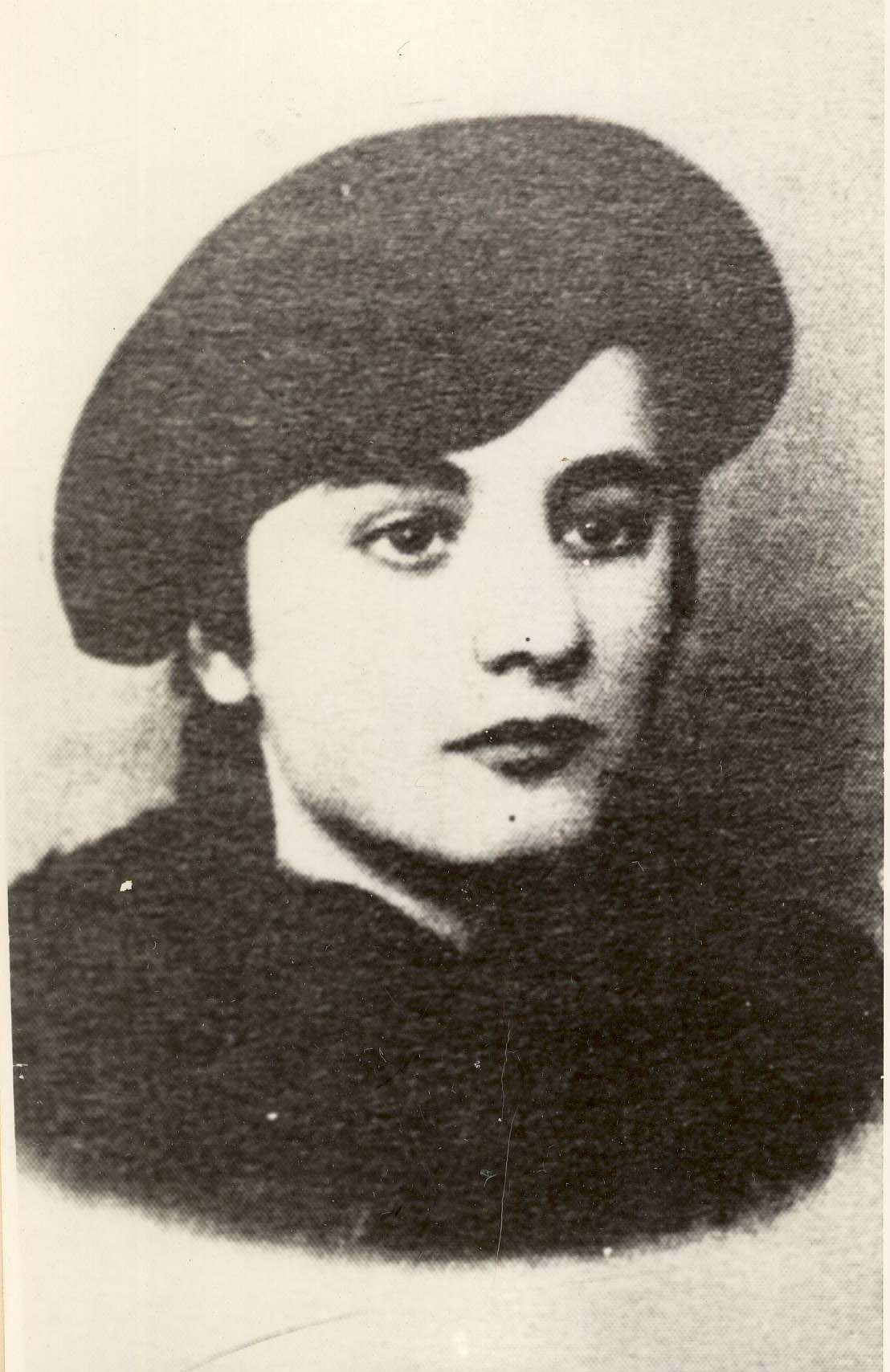
Elena Ceaușescu, en 1939.

Elle rejoint le Parti communiste roumain en 1937, à l'âge de 21 ans, et y rencontre deux ans plus tard Nicolae Ceaușescu, son futur époux. Ils se marient le 23 décembre 1947, journée durant laquelle elle falsifie son certificat de naissance (changeant l'année « 1916 » en « 1919 ») afin de se rajeunir de trois ans, Nicolae Ceaușescu étant en réalité de deux ans son cadet. C'est à ce moment aussi qu'elle fait changer officiellement son prénom (Lenuța voulant dire « petite Hélène », trop diminutif), en Elena.
De cette union, naissent trois enfants : un fils Valentin (né en 1948), une fille Zoia (1949-2006), mathématicienne, qui dirigea la branche féminine des pionniers (jeunesses communistes) et un fils Nicu (1951-1996), qui présida la branche masculine et fut considéré comme l'« héritier » du régime. Grand amateur de fêtes, de femmes et d'alcool, Nicu eut une relation, qui apparaîtra par la suite forcée[réf. nécessaire], avec la gymnaste Nadia Comăneci, triple championne olympique aux Jeux d'été de Montréal en 1976. L'aîné, Valentin, comme Zoia, manifesta quelques désaccords avec ses parents, et ne s'est pas impliqué autant que son frère et sa sœur dans la politique. Il avait épousé Iordana (dite « Dana ») Borilă, fille de Petre Borilă, un ancien rival de son père au sein du parti communiste roumain.

### Carrière scientifique et politique

#### Une chimiste controversée
Deux ans après la prise du pouvoir par les communistes, en mars 1945, la Roumanie devient officiellement la République populaire roumaine en décembre 1947 : Elena Ceaușescu occupe alors comme emploi un poste de secrétaire au ministère des Affaires étrangères, faisant d'elle une figure de la nomenklatura qui ne manquera de rien et étant protégée, même aux moments les plus rigoureux de la dictature communiste. Elena Ceaușescu a été l'une des femmes qui ont été propulsées dans sa carrière par les mesures prises par le parti dans le but de promouvoir l'égalité entre les hommes et les femmes. Dès 1948, elle est affectée au prestigieux département international du Comité central du PC, où elle est une personnalité de second rang jusqu'à ce que son mari soit nommé au poste de secrétaire général du parti, en 1965. À partir de juillet 1971, on lui confie des postes de haut niveau de responsabilité au sein du Parti communiste roumain.
Ayant obtenu dans les années 1950 un diplôme d’ingénieur chimiste à l’université Politehnica de Bucarest, on lui confie la direction générale de l’Institut de recherches chimiques roumain, et elle devient également membre de l’Académie des sciences,. Son niveau d’instruction limité ne l’empêche pas d’accaparer de nombreux prix scientifiques internationaux en chimie, notamment en matière de polymères, durant la période où son mari est à la tête du pays : il fallait à tout prix que l’ex-assistante de laboratoire devenue l’épouse du no 1 roumain apparaisse comme le fruit d’une réussite sociale exemplaire et aucun scientifique n’était assez téméraire pour refuser d’écrire les articles qu’elle signait. Certains tel Ion Ursu s’en firent une spécialité, ce qui leur valut une fulgurante carrière et de nombreux avantages réservés aux apparatchiks. Mais cela se savait tant dans la population que dans la communauté scientifique du pays, qui est très fermement invitée par la Securitate (police politique du régime) à taire ses railleries, certains scientifiques ayant été emprisonnés.
Elena Ceaușescu devient ainsi docteur-ingénieur en chimie, bien que sa thèse ait été tout d’abord refusée par le professeur Cristofor I. Simionescu (ro), qui fut, pour cette outrecuidance, limogé et son nom retiré des encyclopédies. Un scientifique de moindre renom, le professeur Coriolan Drăgulescu, valida les travaux de la camarade Ceaușescu et se vit ainsi propulsé sur le podium scientifique du pays, voyant son nom entrer dans l’encyclopédie et intégrant lui aussi l’Académie des sciences. Cela permet à la première dame roumaine de recevoir des diplômes honorifiques de prestigieuses universités étrangères, elles-mêmes sous la pression de leurs propres gouvernements (notamment celles d’Athènes, Buenos Aires, Lima, Manille, Mexico, Nice, New York, Quito et Téhéran) qui soignaient leurs bonnes relations avec le Bloc de l'Est. L’encyclopédie roumaine de l’époque consacre plus d’une demi-page à la seule énumération de ses titres et récompenses, qui lui furent retirés à titre posthume après la chute du régime.

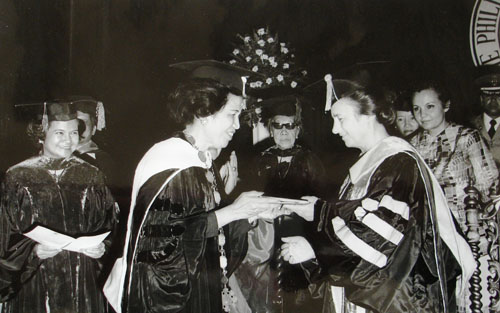
Elena Ceaușescu recevant un diplôme honoris causa de l'université de Manille, aux Philippines, sous la dictature Marcos, en 1975.

Elena Ceaușescu était docteur honoris causa de plusieurs universités et membre de certaines sociétés universitaires aux États-Unis et dans des pays d'Asie, d'Europe et d'Afrique.
- Membre de l'Académie des sciences de New York (États-Unis, 1973)
- Membre correspondant de l'Académie d'Athènes (Grèce, 1976).
- Docteur honoris causa de l'université de Buenos Aires (Argentine, 1974),
- Docteur honoris causa de l'Universidad Nacional del Sur (Bahia Blanca, Argentine, 1974),
- Doctorat honoris causa - Université des femmes des Philippines (1975)
- Docteur honoris causa de l'Universidad Autónoma de Yucatán (Mexique, 1975),
- Docteur honoris causa de l'université de Téhéran (Iran, 1975).
- Membre honoraire de la Société internationale de chimie industrielle (1970),
- Professeur honoraire à l'université nationale d'ingénierie (Lima, Pérou, 1973).
- Membre honoraire de l'American Institute of Chemists (Washington, D.C., 1973),
- Membre honoraire du Collège des chimistes et ingénieurs chimistes du Costa Rica (San José, 1973).
- Membre honoraire du Conseil de l'université centrale de l'Équateur et de l'Institut des sciences naturelles de l'université centrale de l'Équateur (Quito, 1973),
- Membre honoraire de la Société mexicaine de chimie (1975),
- Membre honoraire de l'Académie des arts et des sciences du Ghana (1977).
- Professeur honoraire - Polytechnic of Central London (1978)

En 2021, Chris Isloi, chercheur en neurosciences et psychologie à Londres, et Andrei Dumbravă, médecin et maître de conférences à l'université Alexandru Ioan Cuza de Iasi, demandent aux maisons d'édition universitaires de retirer le nom d'Elena Ceaușescu des travaux scientifiques qu'elles publient,.

#### Ascension et domination politique

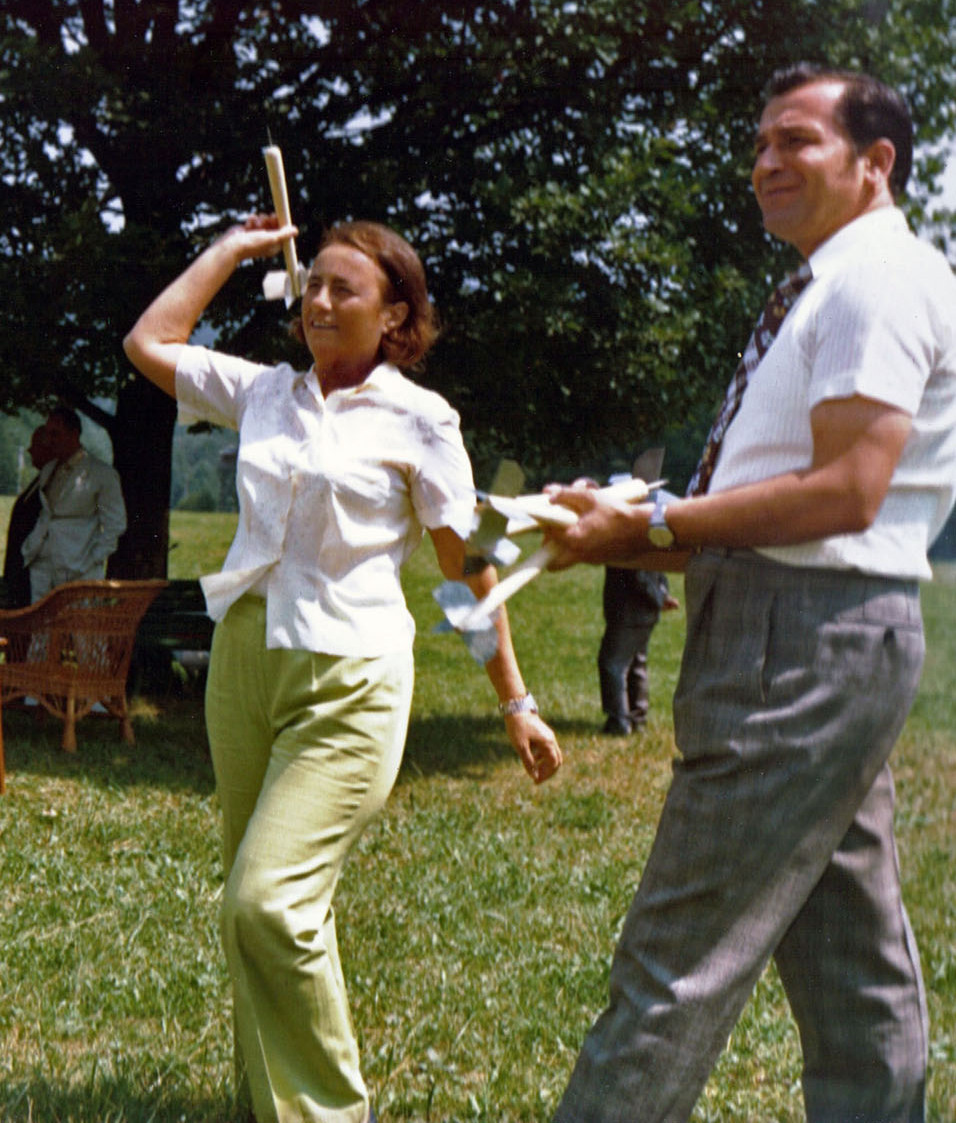
Elena Ceaușescu lançant des fléchettes artisanales en compagnie d'Ion Iliescu en 1976, dans une résidence de repos du parti du județ de Iași.

Elena Ceaușescu commence à avoir un rôle politique dès l’été 1972, et celui-ci ne cessera d’augmenter. Cette année-là, elle est ainsi élue membre titulaire du Comité central (l'organe officiel de direction du Parti communiste roumain), et, en 1973, nommée membre titulaire du Comité exécutif. La propagande du régime, notamment concernant le culte de la personnalité, la place petit à petit davantage en avant, notamment lors de la fête nationale du 23 août 1973 ; par la suite, elle suit de plus en plus près son époux dans l’ordre protocolaire, lors des représentations officielles. À partir de 1975, elle en occupe la deuxième place, devant les membres du gouvernement et le Premier ministre. Elle devient membre du Bureau permanent en janvier 1977. Elle est alors le deuxième personnage de l’État et du Parti et, au même titre que Nicu (1951-1996), benjamin du couple présidentiel, elle fait figure de successeur éventuel de son mari. Son influence politique est alors considérable et induit une rotation accélérée des postes au sein du pouvoir communiste jusqu’en 1989, car Elena Ceaușescu et son mari pensent ainsi empêcher la constitution de toute « opposition » interne au sein du parti unique. En 1974, elle parvient ainsi à faire limoger le Premier ministre Ion Gheorghe Maurer. Elle devient, en juin 1987, vice-Première ministre de Roumanie, mais son influence politique dépasse largement ses prérogatives officielles.
Elena Ceaușescu applaudit comme tout le Parti communiste roumain lorsqu’est promulgué le décret sur l’interdiction de l’interruption volontaire de grossesse, disposition qui provoque dans les années 1970 et 1980 une augmentation importante de naissances d’enfants non désirés, placés dans des orphelinats dispersés dans tout le pays, mais manquant de ressources matérielles et humaines (comme tout le pays à l’époque), et dont le niveau d’hygiène et les soins sont en conséquence déplorables. Nommée à la tête de la Commission d’État chargée de la santé, Elena Ceaușescu nie l’existence du Sida en Roumanie, provoquant la plus grave épidémie pédiatrique d’Europe.

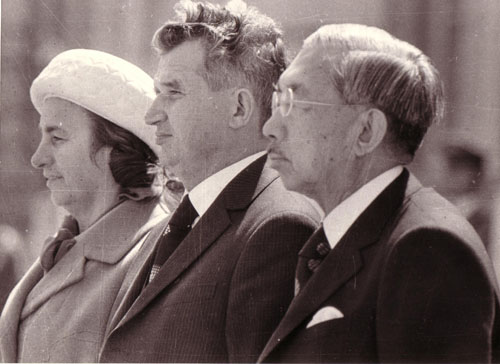
Le couple Ceaușescu, en 1975, avec l'empereur du Japon Hirohito.

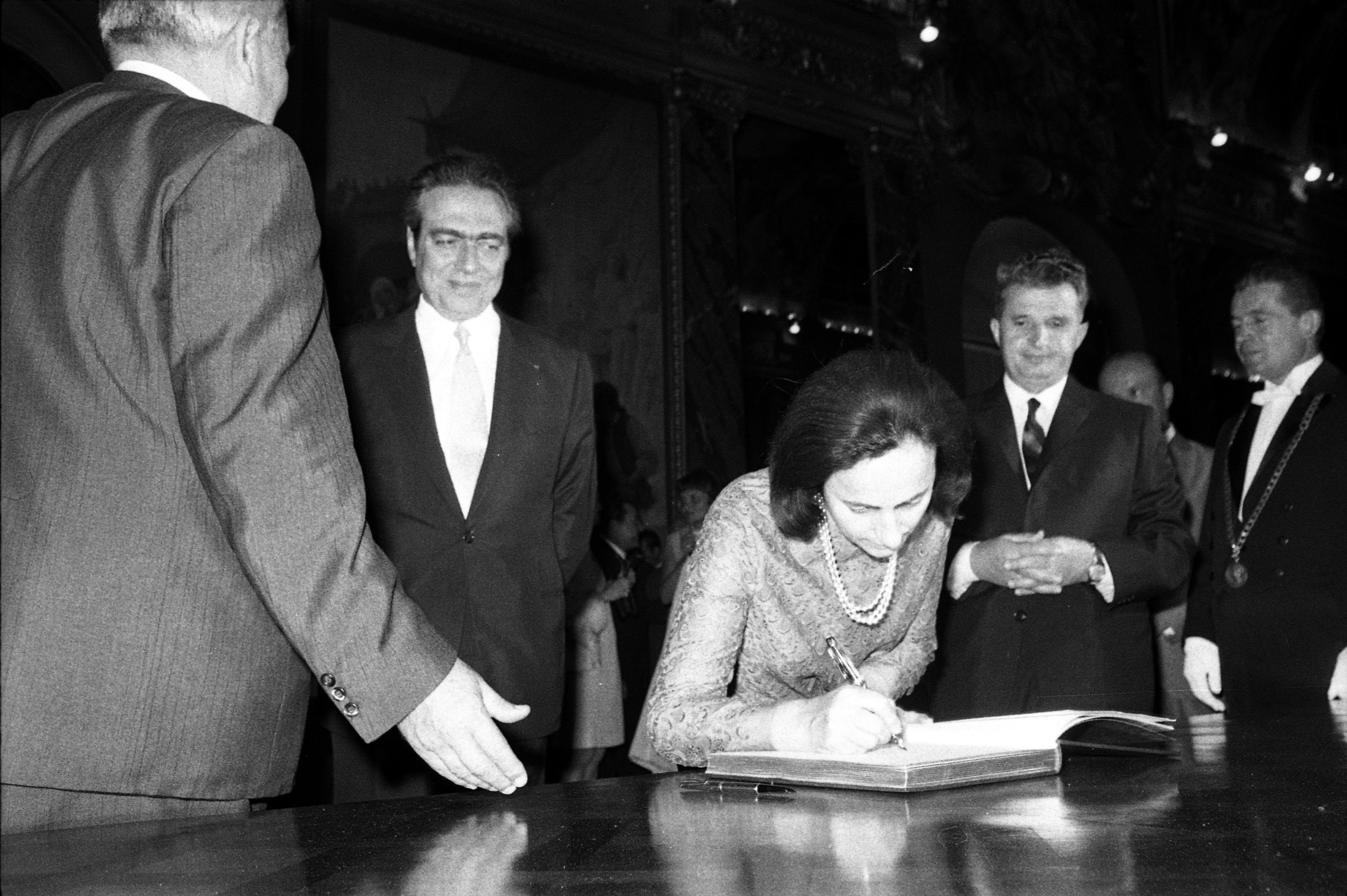
Elena Ceaușescu signant le livre d'or de la ville de Toulouse en 1970.

### Chute du régime
La Révolution roumaine de 1989 permet aux conjurés, membres de la nomenklatura effarés par la gouvernance du couple Ceaușescu, de prendre le pouvoir. Elena et Nicolae s’enfuient en hélicoptère mais, à court de carburant ou sur ordre, ce dernier les abandonne dans une base militaire près de Târgoviște, à 50 kilomètres de Bucarest, où ils sont mis aux arrêts. Le 25 décembre 1989, durant la procédure expéditive d’une durée de 55 minutes que le régime réservait aux dissidents et aux résistants, Elena refuse de répondre aux questions posées par les juges venus de Bucarest et conteste la légitimité de leurs accusations, adoptant à leur égard un ton arrogant, voire maternaliste (« vous me devez tout, je suis comme votre mère »). Les juges déclarent Nicolae Ceaușescu et Elena Petrescu coupables de génocide et les condamnent à être immédiatement fusillés : trois soldats dont un parachutiste, Ionel Boeru, mitraillent à la Kalachnikov les condamnés qui s'effondrent,. La procédure et la fin de l'exécution sont filmées. Les dépouilles sont ensuite chargées dans un véhicule blindé et ramenées à Bucarest où elles sont enterrées à la hâte et en secret (vite éventé) au cimetière de Ghencea.

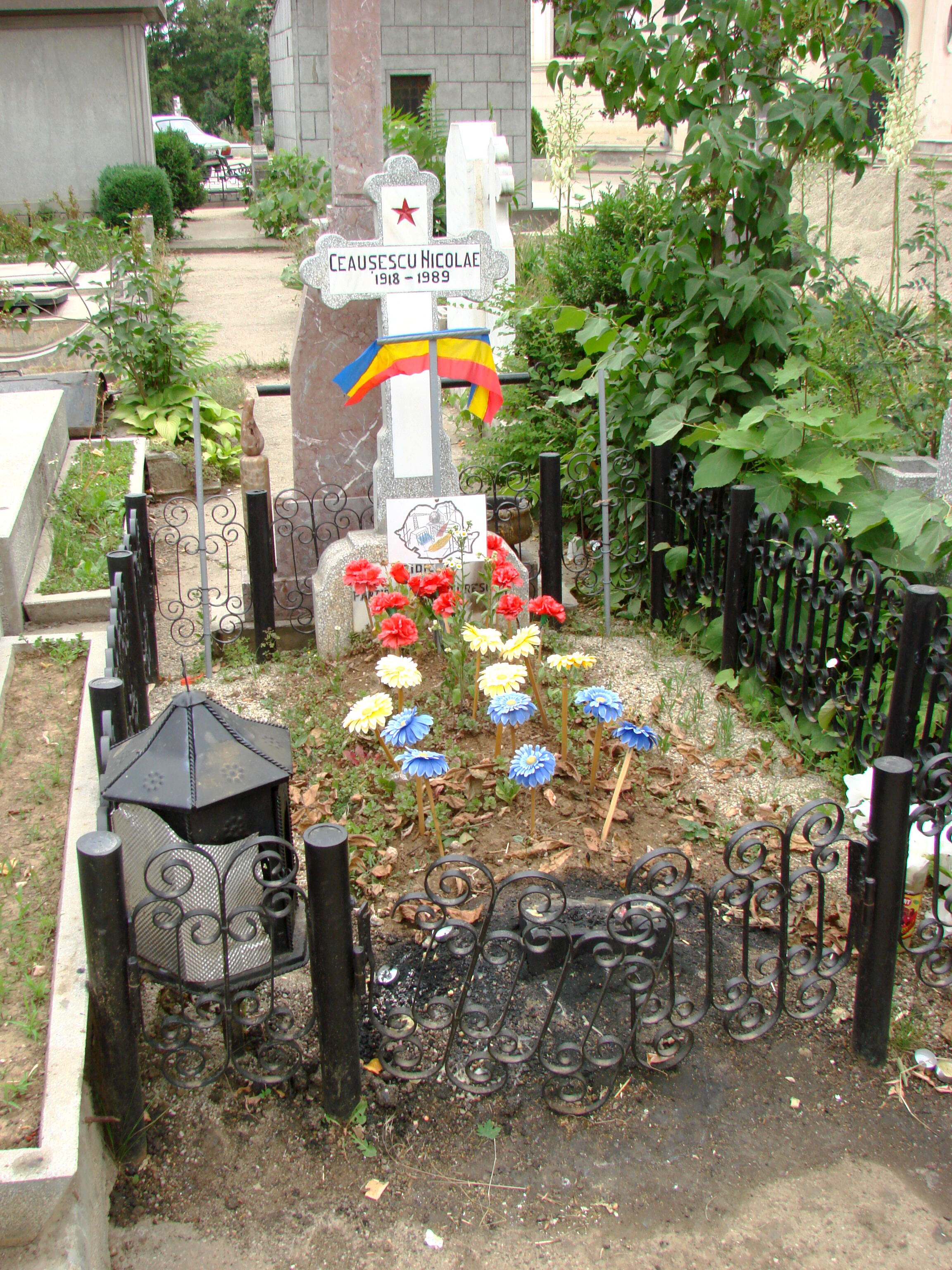
Première tombe de Ceaușescu.

Les membres de leur famille, dont leurs enfants, ne sont pas inquiétés, mais protégés par les forces de l'ordre jusqu'à la stabilisation du nouveau régime, dirigé par Ion Iliescu.

### Ressource radiophonique
- Fabrice Drouelle, « Elena Ceausescu dictatrice ambitieuse » [audio], émission Affaires sensibles (48 min), France Inter, 24 janvier 2024.